# Барщевский, Антон Дмитриевич
Анто́н Дми́триевич Барще́вский (19 мая 1968, Москва — 29 июня 2010, Юрмала) — советский и российский оператор, кинорежиссёр, продюсер. Член Союза кинематографистов России.

## Биография
Антон Барщевский родился 19 мая 1968 года в Москве в семье кинорежиссёра Дмитрия Юрьевича Барщевского и кинодраматурга Натальи Владимировны Виолиной. Есть сестра — Дарья Виолина, кастинг-директор семейной кинокомпании «Риск».
В кинематографе — с 1987 года. В 1990 году окончил операторский факультет ВГИКа.
С 1996 года возглавлял кинокомпанию «Фильм Юнион», был представителем Фонда исторических видеодокументов Стивена Спилберга «Пережившие Холокост», а также продюсером съёмок, которые проходили в рамках этого проекта на территории стран — бывших республик СССР.
В 1996—1997 годах — генеральный директор Фестиваля студенческих фильмов «Святая Анна».
За телесериал «Тяжёлый песок» Антон Барщевский был награждён Гран-при Международного кинофестиваля в Марбелье, российской кинематографической премией «Золотой орёл», а также стал лауреатом телевизионной премии ТЭФИ (2009) в номинации «Режиссёр телевизионного художественного фильма/сериала».
Умер во время отпуска в Юрмале, где отдыхал с семьёй. Причина смерти — остановка сердца. Похоронен 2 июля 2010 года на Троекуровском кладбище Москвы.

## Фильмография

### Режиссёр
- 2008 — Тяжёлый песок (телесериал по одноимённому роману Анатолия Рыбакова)
- 2010 — Зайцев, жги! История шоумена

### Продюсер
- 1996 — Шаман (режиссёр Бартабас)
- 1997 — Учительница первая моя, или Мальчишник по-русски (режиссёр Владимир Мирзоев)
- 2004 — Московская сага (по мотивам одноимённой трилогии Василия Аксёнова, режиссёр Дмитрий Барщевский)
- 2010 — Зайцев, жги! История шоумена